# Arado Ar 232
Arado Ar 232, tyskt transportflygplan från andra världskriget. 
Arbetet på Ar 232 började 1940 för att ta fram ett transportflygplan som skulle ersätta Junkers Ju 52. Från början var det tänkt att planet skulle vara tvåmotorigt och utrustat med BMW-801MA radialmotorer men på grund av att dessa också användes i tillverkningen av Focke-Wulf Fw 190 fick man byta till en mindre kraftfull motor (BMW Bramo 323R-2) vilket fick som följd att flygplanet behövde fyra motorer (och därav beteckningen 232B). Planet hade en design som gjorde det möjligt att på kort tid lasta respektive lossa dess last.